# تلوواتس
تلوواتس (به صربی: Telovac) یک منطقهٔ مسکونی در صربستان است.